# Ágios Vlásios (Magnésie)
Ágios Vlásios, en grec moderne : Άγιος Βλάσιος, est un village du dème de Vólos, district régional de Magnésie, en Thessalie, Grèce.
Selon le recensement de 2011, la population du village s'élève à 322 habitants.